# Christoph Türcke
Christoph Türcke (* 4. Oktober 1948 in Hameln) ist ein deutscher Philosoph. Er lehrte von 1995 bis 2014 als Professor für Philosophie an der Hochschule für Grafik und Buchkunst Leipzig.

## Leben und Beruf
Christoph Türcke wurde 1948 in Hameln an der Weser geboren und machte dort 1966 sein Abitur. Von 1966 bis 1972 studierte er Evangelische Theologie und Philosophie in Göttingen, Tübingen, Zürich und Frankfurt am Main. 1973–77 folgte ein Studium der Philosophie an der Universität Frankfurt. 1977 promovierte er im Fachbereich Philosophie der Universität Frankfurt. 1977–86 arbeitete Türcke als Hochschulassistent für Evangelische Theologie und ihre Didaktik an der Hochschule Lüneburg und habilitierte sich 1985 im Fachbereich Philosophie an der Gesamthochschule Kassel. 1987 war er Gastregisseur am Jungen Theater Göttingen und 1991–93 Gastprofessor für Philosophie an der Universidade Federal do Rio Grande do Sul in Porto Alegre, Brasilien. 1993 wurde Türcke an die Hochschule für Grafik und Buchkunst Leipzig berufen, wo er bis zu seinem Eintritt in den Ruhestand 2014 eine Professur für Philosophie innehatte. Seit 1995 besaß er auch eine Lehrbefugnis für Philosophie an der Universität Leipzig.

### Forschungsinteressen
Christoph Türcke ist durch sein Theologiestudium zum Religionskritiker geworden und in die Nähe zur kritischen Theorie Horkheimers und Adornos sowie zur Psychoanalyse Freuds gerückt. Was er beiden Konzeptionen hinzugefügt hat, ist eine Theorie vom traumatischen Wiederholungszwang als Kulturstifter. Auf die Logik zwanghafter Wiederholung führt er ebenso die Mentalisierung des Homo sapiens zurück wie die Kulturtechniken der Schrift und der Zahlung. In seinen Gegenwartsdiagnosen spielt die Wiederkehr steinzeitlicher Archaik unter High-Tech-Bedingungen eine zentrale Rolle.
1994 veröffentlichte Die Zeit Türckes neunteilige Serie Religionswende, in der er religiöse Begriffe (Blasphemie, Martyrium, Gnade etc.) behandelt, die nicht aus der profanen Umgangssprache weichen.
2003 erschien unter dem Eindruck des 11. September 2001 sein Buch Fundamentalismus – maskierter Nihilismus, worin er den religiösen Fundamentalismus und Fanatismus als latenten, sich selbst nicht wahrhaben wollenden Unglauben deutet. Seine religionspsychologischen Einlassungen hat er in unregelmäßigen Abständen fortgesetzt. In Jesu Traum. Psychoanalyse des Neuen Testaments (2009) beschreibt er das Urchristentum als den Versuch, den schwer traumatisierten, Feindesliebe proklamierenden, auf Heilung bedachten Radikalversöhner Jesus von Nazareth durch eine Opfertodlehre sozial verträglich zu machen. In Luther. Steckbrief eines Überzeugungstäters (2016) deutet er das Hochgefühl des Glaubens, das Luther verkörperte, als Dauerübertönung einer tiefen Depression, die sich als permanente Angst vor Aufruhr als dem Inbegriff des Teufelswerks artikulierte. In Umsonst leiden. Der Schlüssel zu Hiob (2017) rekonstruiert er den kleinen verloren gegangenen Abschnitt, der die unerträgliche Radikalität des Hiob-Märchens ausgemacht hat und dessen Verleugnung dem biblischen Hiob-Buch erst seine rätselhaft ungereimte literarische Gestalt gegeben hat.
In seinem gesellschaftstheoretischen Hauptwerk Erregte Gesellschaft. Philosophie der Sensation (2002) interpretiert Türcke den alle Lebensbereiche durchdringenden Sensationalismus als verkappte und inflationierte Fortsetzung religiöser Epiphanie und analysiert, wie sich im Bann ständiger Sensationsschocks die menschliche Wahrnehmung und Triebstruktur rearchaisiert. In seiner Philosophie des Traums (2008) hat er diesen Ansatz weiter verfolgt und in Auseinandersetzung mit Freud eine triebtheoretische Genealogie von Denken und Sprache vorgelegt. Die Rearchaisierungstendenzen unter High-Tech-Konditionen haben Türcke auch zu Stellungnahmen in der Bildungsdebatte geführt, vor allem in Hyperaktiv! Kritik der Aufmerksamkeitsdefizitkultur (2012) und Lehrerdämmerung. Was die neue Lernkultur in den Schulen anrichtet (2016). ADHS erachtet Türcke nicht als Krankheit in gesunder Umgebung, sondern als den Vorposten einer globalen Aufmerksamkeitsdefizitkultur, die die Fähigkeit zur Konzentration und Beharrlichkeit vital gefährdet. Die „neue Lernkultur“ sieht er als neoliberale Maßnahme, die diesen Tendenzen Vorschub leistet.
In Mehr! Philosophie des Geldes (2015) hat Türcke die Substitutionsprozesse der Geldformen von der Altsteinzeit bis zum modernen Finanzmarkt verfolgt. Er versteht Geld als Schuldtilgungsmittel, das im sakralen Opfer seinen Ursprung hat, und vertritt die These, dass das Geld bis heute nicht aus seinem sakralen Bann herausgetreten ist.
In Digitale Gefolgschaft (2019) stellt er dar, wie man sich im Internet als dem neuen Freiraum direkter Demokratie alsbald nur noch mittels Suchmaschinen und Kommunikationsplattformen zurechtfinden konnte, deren Rankings und Likes in wenigen Jahren zu globalen Mechanismen der Realitätsstrukturierung und -konstruktion aufgestiegen sind und deren Nutzerbindungspolitik im Begriff steht, neue transstaatliche Clans (genannt »Ökosysteme«) mit eigener Informations-, Lebensmittel-, Gesundheitsversorgung, Verkehrslogistik und Währung zu konstituieren.
In Natur und Gender (2021) hat er eine Naturphilosophie vorgelegt, die bestreitet, dass die Natur nichts als Modelliermasse menschlicher Konstruktions- und Dekonstruktionsprozesse sei. Er vertritt unter anderem die These, dass Heterosexualität zum Naturfundus der Evolution gehört, ohne den es keine Artenvielfalt, geschweige denn Menschen gäbe; dass nur auf dieser Grundlage die menschliche Sexualität ihre polymorphen Besonderheiten ausbilden konnte; dass selbst Geschlechtsumwandlungen nicht aufhören, schmerzliche Naturprozesse zu sein, und nicht bloß künstlerische Selbstgestaltungsprozesse sind.

### Rassismusdebatte
1993 löste Türcke mit seinem Vortrag auf dem Kongress der Zeitschrift konkret eine Rassismusdebatte aus. Die Linke, so Türcke, sitze einer Illusion auf, wenn sie alle biologischen Unterschiede in gesellschaftliche umdefinieren wolle. Weil er die Haut als Atmungs- und Wahrnehmungsorgan ersten Ranges bezeichnete und den Begriff der Rasse nicht nur als Konstruktion gelten lassen wollte, wurde Türcke in der aufgeheizten Atmosphäre unmittelbar nach dem rechtsextremen Brandanschlag von Solingen einer rassistischen Einstellung verdächtigt. Im Nachgang des Kongresses kam es in der Zeitschrift konkret und auch in anderen Medien zu einer monatelangen Kontroverse hierüber. Illusionen, so Türcke, mache sich die Linke auch in der Frage der Migration. Ihren Anhängern hielt Türcke entgegen, dass uneingeschränkte Zuwanderung den deutschen Sozialstaat aushöhlen würde: „wenn tatsächlich alle kämen, die es gern täten, dann würde die ersehnte Infrastruktur in Kürze zusammenbrechen“. Die im Zeichen linker Identitätspolitik neu belebte Rassismusdebatte veranlasste Türcke, sich mit der Streitschrift Quote, Rasse, Gender(n). Demokratisierung auf Abwegen (2021) noch einmal zu Wort zu melden. Die basisdemokratischen Kämpfe um Gleichstellung, so seine These, liefen auf immer kleinteiligere Kämpfe um Sichtbarkeit, Quoten und Finanzmittel hinaus. Das reale Fundament der kapitalistischen Gesellschaft gerate dabei aus dem Blick. Hautfarben bestimmten wieder die Sicht. Sexuelle Orientierungen würden essenzialisiert. Sichtbarwerden werde mit Emanzipation verwechselt. Ein Sprachregime, das stets alle sichtbar machen wolle, führe in Sprachverwirrung und nähere die linke Identitätspolitik der rechten an.

## Auszeichnungen
- 2009: Sigmund-Freud-Kulturpreis[3]

## Schriften (Auswahl)
- Zum ideologiekritischen Potential der Theologie. Konsequenzen einer materialistischen Paulus-Interpretation, Diss. Köln 1979.
- Vermittlung als Gott. Metaphysische Grillen und theologische Mucken didaktisierter Wissenschaft, 2. Auflage, zu Klampen Verlag, Springe 1994, ISBN 978-3924245-05-4.
- Der tolle Mensch. Nietzsche und der Wahnsinn der Vernunft, Frankfurt am Main 1989.
- Sexus und Geist. Philosophie im Geschlechterkampf, Frankfurt am Main 1991, ISBN 978-3-596-27416-1.
- Die neue Geschäftigkeit. Zum Ethik- und Geistesbetrieb, zu Klampen Verlag, Springe 1992, ISBN 3924245142.
- Kassensturz. Zur Lage der Theologie, Frankfurt am Main 1992.
- Gewalt und Tabu. Philosophische Grenzgänge, zu Klampen Verlag, Springe 1992, ISBN 3924245096.
- mit Gerhard Bolte: Einführung in die kritische Theorie, Wissenschaftliche Buchgesellschaft, Darmstadt 1994.
- Religionswende. Eine Dogmatik in Bruchstücken, zu Klampen Verlag, Springe 1995, ISBN 3924245517.
- Rückblick aufs Kommende. Altlasten der neuen Weltordnung, Frankfurt am Main 1998.
- Der tolle Mensch. Nietzsche und der Wahnsinn der Vernunft, zu Klampen Verlag, Springe 2000, ISBN 3924245894.
- Erregte Gesellschaft. Philosophie der Sensation, München 2002.
- Fundamentalismus – maskierter Nihilismus, zu Klampen Verlag, Springe 2003, ISBN 978-3-934920-31-6.
- Vom Kainszeichen zum genetischen Code: Kritische Theorie der Schrift, C.H. Beck, München 2005. ISBN 3-406-53472-4.
- Heimat. Eine Rehabilitierung, zu Klampen Verlag, Springe 2006, ISBN 3934920861.
- Philosophie des Traums, C.H. Beck, München 2008 ISBN 978-3-406-57637-9.
- Jesu Traum. Psychoanalyse des Neuen Testaments, zu Klampen Verlag, Springe 2009, ISBN 9783866740617.
- Hyperaktiv! Kritik der Aufmerksamkeitsdefizitkultur, C.H. Beck, München 2012, ISBN 978-3-406-63044-6.
- Heimat: Eine Rehabilitierung, zu Klampen Verlag, 2014 ISBN 978-3-866-74330-4.
- Mehr! Philosophie des Geldes, C.H. Beck, München 2015, ISBN 978-3-406-67457-0.
- Lehrerdämmerung: Was die neue Lernkultur in den Schulen anrichtet, C.H. Beck, München 2016, ISBN 3406688829.
- Luther – Steckbrief eines Überzeugungstäters, zu Klampen Verlag, Springe 2016.
- Umsonst leiden. Der Schlüssel zu Hiob, zu Klampen Verlag, Springe 2017, ISBN 978-3-86674-562-9.
- Digitale Gefolgschaft. Auf dem Weg in eine neue Stammesgesellschaft, C.H. Beck, München 2019, ISBN 978-3-406-73181-5.
- Natur und Gender. Kritik eines Machbarkeitswahns, C. H. Beck, München 2021, ISBN 978-3-406-75729-7.
- Quote, Rasse, Gender(n). Demokratisierung auf Abwegen, zu Klampen Verlag, Springe 2021, ISBN 978-3-86674-810-1.[4]
- Philosophie der Musik, C. H. Beck, München 2025, ISBN 978-3-406-82994-9.